# Vilallonga de Ter
Vilallonga de Ter – gmina w Hiszpanii, w prowincji Girona, w Katalonii, o powierzchni 64,7 km². W 2011 roku gmina liczyła 466 mieszkańców.